# Mario Jiménez
Mario Jesús Jiménez Díaz, né le 7 février 1971 à Moguer, est un homme politique espagnol membre du Parti socialiste ouvrier espagnol.
Il est élu député au Parlement d'Andalousie en mars 2000 et choisi comme porte-parole du groupe socialiste en novembre 2013.

## Biographie

### Vie privée
Mario Jiménez nait dans le village de Moguer situé dans la province de Huelva en Andalousie. Il est le troisième d'une famille de quatre enfants. Il est marié et père de quatre enfants.

### Études
Il est titulaire d'un diplôme en économie et d'un master en droit tributaire et conseil fiscal.

### Une carrière politique régionale
Mario Jiménez est élu député au Parlement d'Andalousie lors des élections régionales du 12 mars 2000 dans la circonscription de Huelva.
Le 25 mars 2010, il devient président et porte-parole du groupe socialiste au parlement régional en milieu de législature. Le 8 juillet 2012, il est désigné vice-secrétaire général de la fédération andalouse du PSOE par José Antonio Griñán. En conséquence, il abandonne le porte-parolat mais conserve la présidence du groupe parlementaire.
Proche de Susana Díaz élue présidente du gouvernement régional, il est désigné sénateur au Sénat espagnol en représentation de la communauté autonome d'Andalousie le 12 septembre 2013. Il renonce cependant à son mandat de sénateur le 26 novembre de la même année et à ses fonctions au sein du parti à la suite du congrès régional extraordinaire qui consacre Susana Díaz au poste de secrétaire générale. Il redevient le jour même porte-parole du groupe parlementaire socialiste à la chambre législative régionale.

### Membre de la direction provisoire fédérale
À la suite de la démission de Pedro Sánchez de son poste de secrétaire général fédéral du PSOE le 1er octobre 2016, une direction provisoire est mise en place pour diriger les affaires courantes du parti jusqu'au 39e congrès fédéral des 17 et 18 juin 2017 et présidée par Javier Fernández. La direction provisoire étant constituée d'un membre de chaque fédération régionale, il est chargé d'y représenter la fédération andalouse. Il occupe les fonctions de numéro deux et est responsable de la Communication et de l'Organisation. Il assume en outre les fonctions de porte-parole provisoire.
Son mandat cesse le 18 juin 2017 avec la nomination d'Óscar Puente comme porte-parole de la commission exécutive et de José Luis Ábalos comme secrétaire à l'Organisation.